# Орань
Ора́нь (фр. Auragne, окс. Auranha) — коммуна во Франции, находится в регионе Юг — Пиренеи. Департамент — Верхняя Гаронна. Входит в состав кантона Найу. Округ коммуны — Тулуза.
Код INSEE коммуны — 31024.

## География

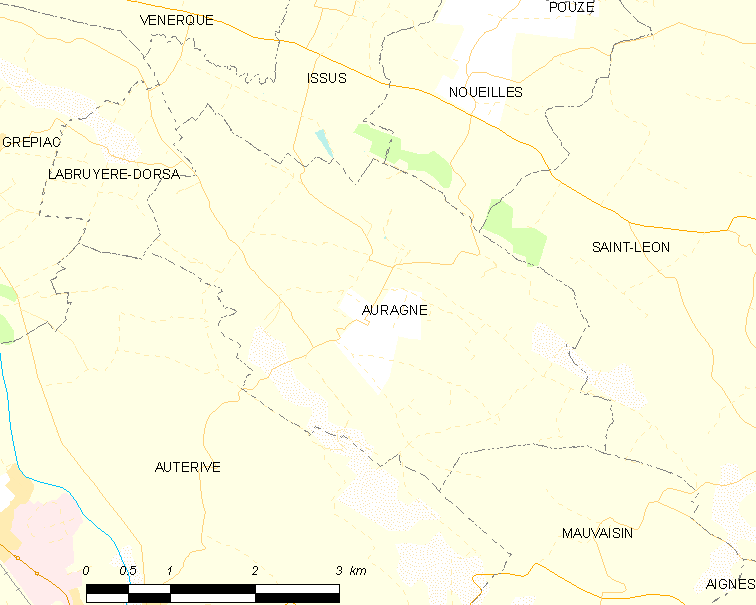
Карта коммуны

Коммуна расположена приблизительно в 620 км к югу от Парижа, в 25 км к югу от Тулузы.
По территории коммуны протекает река Теделу.

## Климат
Климат умеренно-океанический. Зима мягкая и снежная, весна характеризуется сильными дождями и грозами, лето сухое и жаркое, осень солнечная. Преобладают сильные юго-восточные и северо-западные ветры.

## Население
Население коммуны на 2010 год составляло 401 человек.
| 1962 | 1968 | 1975 | 1982 | 1990 | 1999 | 2010 |
| ---- | ---- | ---- | ---- | ---- | ---- | ---- |
| 300  | 305  | 213  | 270  | 299  | 312  | 401  |

## Администрация
| Период | Период | Фамилия    | Партия | Примечания |
| ------ | ------ | ---------- | ------ | ---------- |
| 2001   | 2008   | Клод Пурки |        |            |
| 2008   | 2020   | Рене Пашер |        |            |

## Экономика
В 2010 году среди 239 человек трудоспособного возраста (15—64 лет) 189 были экономически активными, 50 — неактивными (показатель активности — 79,1 %, в 1999 году было 69,7 %). Из 189 активных жителей работали 174 человека (92 мужчины и 82 женщины), безработных было 15 (10 мужчин и 5 женщин). Среди 50 неактивных 11 человек были учениками или студентами, 18 — пенсионерами, 21 были неактивными по другим причинам.

## Достопримечательности
- Церковь Св. Мартина
- Замок Орань